# رقص خونگا
رقص خونگا از جمله رقص‌های فولکلوریک اهالی گرجستان است.
ریشه این رقص در اوستیا، منطقه‌ای در شمال گرجستان است. لباس رقص با آستین‌های بلند، کلاه و سرپوش‌های بلند است.  خونگا اغلب در مراسم عروسی اجرا می‌شود. این رقص تشابه زیادی به رقص سیمدی دارد.

## نگارخانه

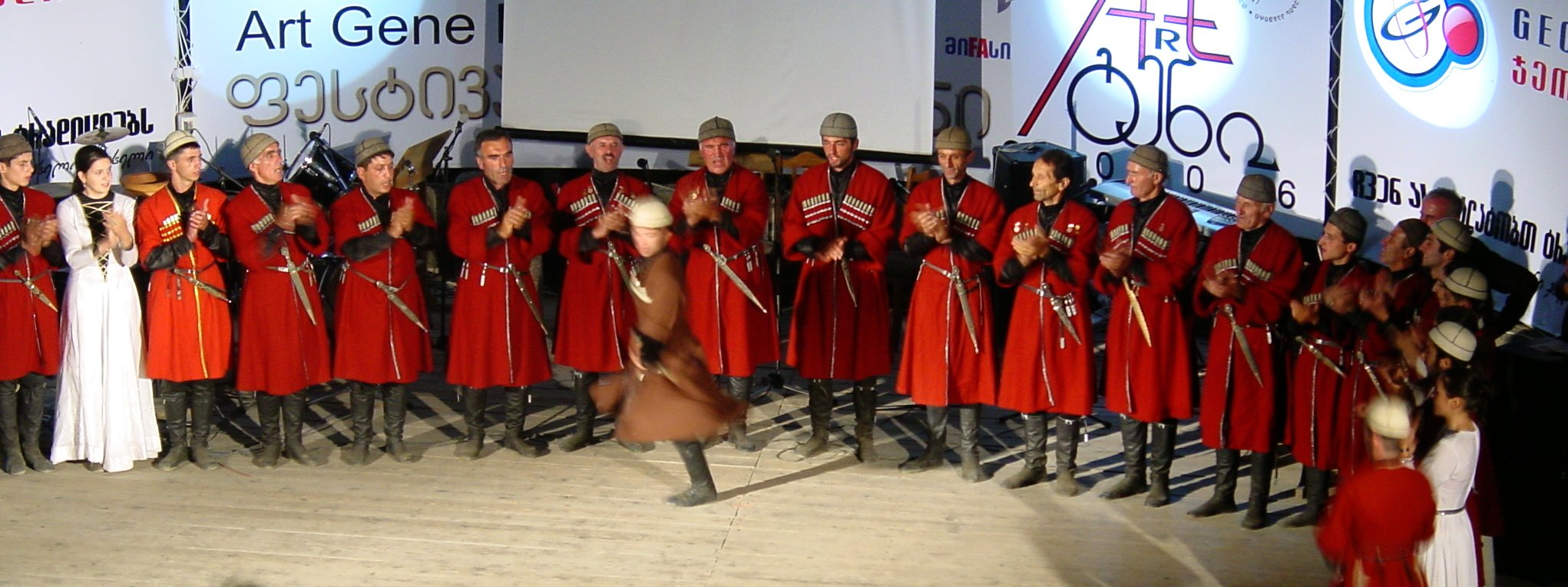
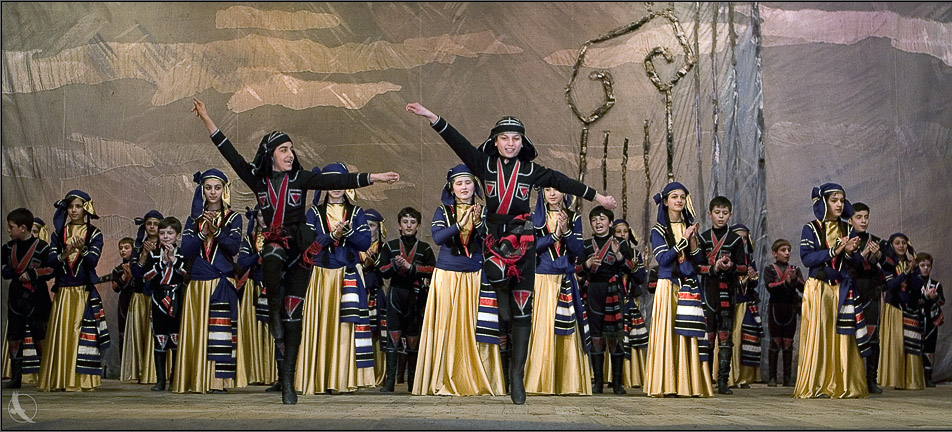
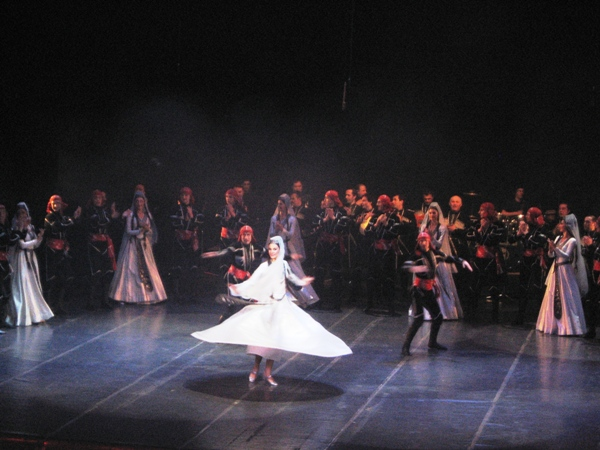
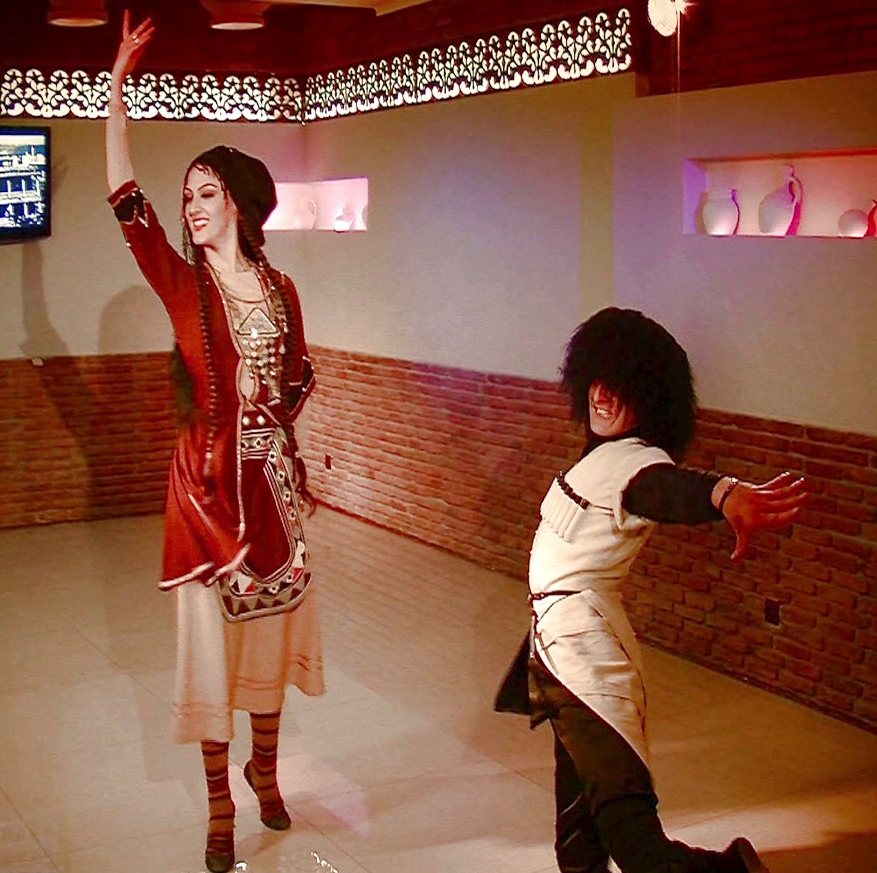